# Paolo Casati

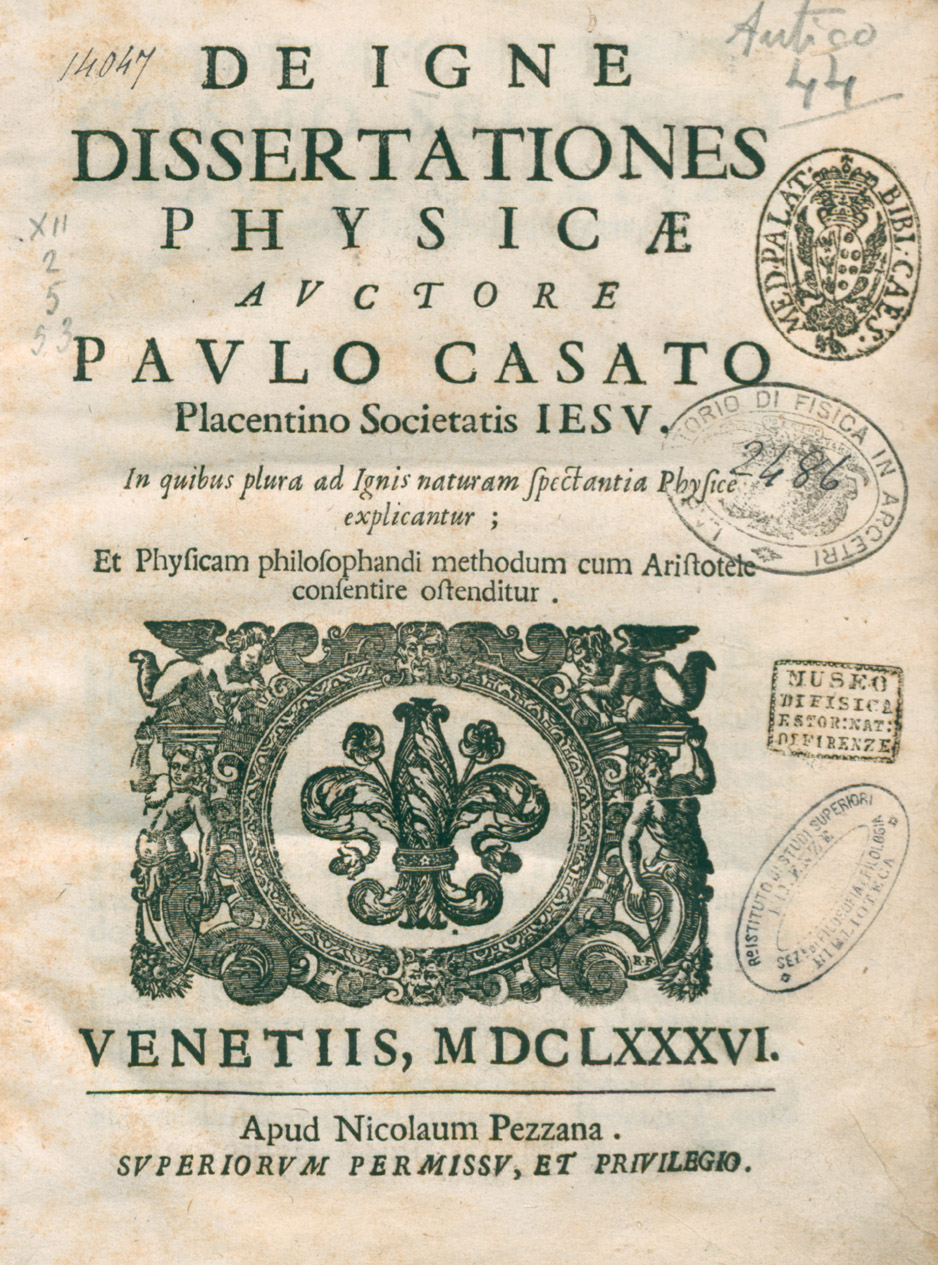
De igne, 1686

Paolo Casati, S.J., latinizzato come Paulus Casatus (Piacenza, 23 novembre 1617 – Parma, 22 dicembre 1707), è stato un matematico, astronomo e teologo italiano della Compagnia di Gesù.

## Biografia
Nato a Piacenza dalla famiglia Casati, di origine milanese, entrò nell'ordine dei gesuiti nel 1634. Al completamento degli studi di matematica e teologia, fu inviato a Roma, dove divenne professore al Collegio Romano. Dapprima insegnò teologia e filosofia, ed in seguito passò alla cattedra di matematica.
Nel 1651 Casati fu inviato in missione a Stoccolma per sincerarsi dell'intenzione della regina Cristina di convertirsi al cattolicesimo.
Nel 1677 fu trasferito al collegio gesuitico di Parma, dove rimase fino alla morte.
Il cratere Casati, sulla superficie della Luna, è stato così battezzato in suo onore.

## Opere principali

### Terra machinis mota
Nell'opera astronomica Terra machinis mota (1655) Casati immagina un dialogo tra Galileo, Paolo Guldino, e Marin Mersenne su vari problemi di cosmologia, geografia, astronomia e geodesia. Tra gli altri problemi discute le dimensioni della Terra, i corpi celesti sospesi nel vuoto, la capillarità, e l'esperimento di Otto von Guericke del 1654 sul vuoto. Un aspetto notevole di questo lavoro è che presenta Galileo in una luce positiva, appena 25 anni dopo la condanna da parte della Chiesa.

### Horror vacui
Casati discusse l'ipotesi dell'horror vacui, secondo la quale la natura avrebbe come in orrore il vuoto e non ne consentirebbe l'esistenza, nella sua tesi Vacuum proscriptum, pubblicata a Genova nel 1649. Casati confuta l'esistenza sia del vuoto sia della pressione atmosferica, ma non si appoggia interamente sulle osservazioni scientifiche, e talvolta ricorre al Principio di Autorità o a principi teologici. In questo caso utilizza una reductio ad absurdum, deducendo dall'esistenza del vuoto, l'assenza di tutto, anche di Dio, da cui la confutazione dell'ipotesi iniziale.

### Altre opere
- Fabrica et uso del compasso di proportione, 1664. Fabbricazione ed uso del compasso di proporzione.
- Le ceneri dell'Olimpo ventilate, 1673. Sulla meteorologia.
- De gli horologi solari (manoscritto). Sulla costruzione delle meridiane.
- (LA) Mechanicorum libri octo, Lione, Anisson, Posuel et Rigaud, 1684.
- (LA) De igne, Venezia, Nicolò Pezzana, 1686.
- Exercitationes matheseos candidatis exhibitaæ, 1698  (manoscritto). Una collezione di lavori algebrici e geometrici.